# مونتا (ویرجینیا)
مونتا (به انگلیسی: Moneta) یک منطقهٔ مسکونی در ایالات متحده آمریکا است که در شهرستان بدفورد، ویرجینیا واقع شده‌است. مونتا ۲۶۲٫۱۳ متر بالاتر از سطح دریا واقع شده‌است.